# Conthey
Conthey (en alemán Gundis) es una comuna suiza del cantón del Valais, capital del distrito de Conthey. Limita al norte y al este con la comuna de Savièse, al sureste con Sion, al sur con Nendaz, Vétroz, Ardon y Chamoson, y al oeste con Ormont-Dessus (VD) y Bex (VD).

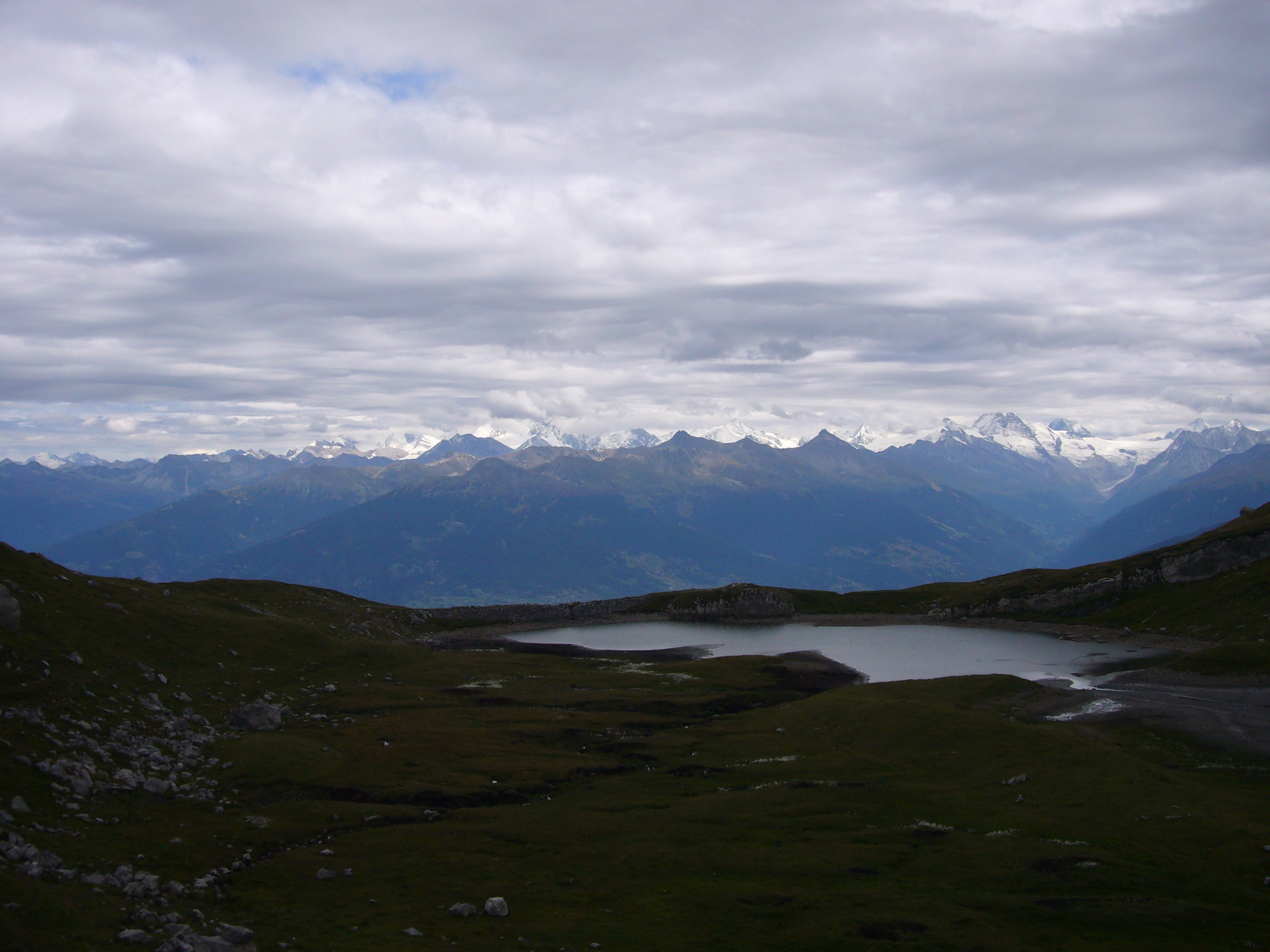
Vista de la parte alta de Conthey.

## Sucesos
El 2 de enero de 2013 un hombre mata a tiros a otras dos en la localidad.